# Nová Ves (Liberec)
Nová Ves é uma comuna checa localizada na região de Liberec, distrito de Liberec‎.